# 田庄水库 (沂源)
田庄水库，位于中国山东省沂源县城西4公里，沂河源头上，是一座以防洪为主，兼顾工农业供水、水利发电、风景旅游、水产养殖等综合效益的大型水库。于1960年6月月竣工蓄水。水库控制流域面积424平方公里，总库容1.31亿立方米，兴利库容6840万立方米。主坝为黏土心墙砂壳坝，坝长980米，坝顶宽7米，最大坝高31.14米。